# Biama
Biama is een geslacht van rechtvleugeligen uit de familie Mogoplistidae. De wetenschappelijke naam van dit geslacht is voor het eerst geldig gepubliceerd in 1983 door Otte & Alexander.

## Soorten
Het geslacht Biama omvat de volgende soorten:
- Biama allumba Otte & Alexander, 1983
- Biama arila Otte & Alexander, 1983
- Biama arupingi Otte & Alexander, 1983
- Biama atalumba Otte & Alexander, 1983
- Biama camira Otte & Alexander, 1983
- Biama coorari Otte & Alexander, 1983
- Biama iloura Otte & Alexander, 1983
- Biama joonaloona Otte & Alexander, 1983
- Biama kantalpa Otte & Alexander, 1983
- Biama larnoo Otte & Alexander, 1983
- Biama noccundra Otte & Alexander, 1983